# Bräcke socken
Bräcke socken i Jämtland, ingår sedan 1971 i Bräcke kommun och motsvarar från 2016 Bräcke distrikt.
Socknens areal är 613,00 kvadratkilometer, varav 557,30 land. År 2000 fanns här 2 290 invånare. Tätorten och kyrkbyn Bräcke med sockenkyrkan Bräcke kyrka ligger i socknen. 

## Administrativ historik
Bräcke socken har medeltida ursprung. 
Vid kommunreformen 1862 överfördes ansvaret för de kyrkliga frågorna till Bräcke församling och för de borgerliga frågorna till Bräcke landskommun. Landskommunen utökades 1952 och uppgick 1971 i Bräcke kommun. Församlingen uppgick 2006 i Bräcke-Nyhems församling.
1 januari 2016 inrättades distriktet Bräcke, med samma omfattning som församlingen hade 1999/2000.
Socknen har tillhört fögderier, tingslag och domsagor enligt vad som beskrivs i artikeln Jämtland. De indelta soldaterna tillhörde Jämtlands fältjägarregemente och Jämtlands hästjägarkår.

## Geografi
Bräcke socken ligger i sydöstra Jämtland kring Gimån och södra ändan av sjön Revsunden. Socknen är en höglänt sjörik skogsbygd med höjder som når 560 meter över havet.
Bräcke socken genomkorsas av Norra stambanan, Mittbanan samt europaväg 14. Länsväg 323 utgår från Bräcke österut. 

### Geografisk avgränsning
Socknens östligaste punkt ligger vid Korssjön på gränsen mot Medelpad. Här möts Bräcke, Hällesjö och Borgsjö socknar. I denna del av socknen ligger skogsbyn Räggen invid Räggsjön (358 m ö.h.). Skogsbyn Svedjan ligger längs vägen mellan Bräcke och Sörbygden (Hällesjö). På toppen av berget Hösen ligger "tresockenmötet" Bräcke - Nyhem - Hällesjö. I norr gränsar socknen mot Nyhems socken. I norr och nordväst ligger Revsunds socken. Gränsen mot Revsunds socken går delvis i Gimån. I socknens norra del ligger Grötingen, som är ett gammalt stationssamhälle samt en gammal "fångvårdskoloni". Här ligger även sjön med samma namn. Norra stambanan går på en bro över sjön Grötingen och mitt i sjön går gränsen till Revsunds socken. Sjön är en del av Gimån. Byn Öretjärndalen ligger cirka 5 km sydost om Grötingen.
I socknens centrala del ligger dels tätorten Bräcke, dels byar som Bensjö, Hemsjö och Sösjö. Nordväst om Bräcke tätort ligger byn Mordviken vid stranden av Mordviksfjärden av Revsundssjön.
I söder ligger Dysjön (vid landskapsgränsen) och i sydväst ligger Östra Stugusjön samt Västra Stugusjön. I socknens sydvästligaste del ligger Helvetesbrännan, som ingår i ett naturreservat. Här ligger "tresockenmötet" Bräcke - Bodsjö - Borgsjö.
I väster gränsar Bräcke socken mot Bodsjö socken. I denna sockendel ligger Grönviken och Märlingsbodarna.

## Byar och hemman
Bräcke socken består historiskt av nedan listade byar och enstaka hemman. När en by har flera hemman anges också hemmansnumren.
- Bensjö, by med fem hemman (1–5), känd sedan medeltiden, belägen vid sjön Bensjön. Den har utvecklats till småorten Bensjö.
- Bräcke (eller Prästbordet eller Bräckeby), by med två hemman (1–2), har utvecklats till tätorten Bräcke, centralort i Bräcke kommun.
- Bröckling, enstaka hemman, känt sedan 1500-talet.
- Gråssjön, by med två hemman (1–2), i jordeboken sedan 1825 och belägen vid sjön Öster-Gråssjön.
- Grönviken, by med två hemman (1 Västgården och 2), känd sedan medeltiden.
- Hemsjö, enstaka hemman, känt sedan medeltiden, beläget vid sjön Hemsjön.
- Hällsluten, enstaka hemman, i jordeboken sedan 1825.
- Lillkrogen, enstaka hemman (2), tidigare en krog vid vägen mellan Bräcke och Borgsjö i Medelpad, namnet i jämförelse med den större Jämtkrogen.
- Lövhögen, enstaka hemman, i jordeboken sedan 1825.
- Mordviken, by med två hemman (1–2), känd sedan medeltiden.
- Prästbordet, se Bräcke.
- Räggen (eller Räggmarken), enstaka hemman, i jordeboken sedan 1825.
- Stugusjön, by med två hemman (1–2), i jordeboken sedan 1825, belägen vid sjöarna Västra Stugusjön och Östra Stugusjön.
- Sösjö, by med tre hemman (1–3), känd sedan medeltiden, belägen vid sjön Sösjön. Bebyggelsen Sösjö klassades en tid som småort.
- Ån, enstaka hemman, känt sedan medeltiden.
- Åsberget, enstaka hemman, i jordeboken sedan 1825.
- Åsen, enstaka hemman, i jordeboken sedan 1825.
- Öretjärndalen, enstaka hemman, i jordeboken sedan 1715.

## Fornlämningar
Vissa fynd från stenåldern samt cirka 30 fångstgropar har påträffats.

## Namnet
Namnet (1319 Brecku) innehåller bräckka, 'backe, sluttning' som kan syfta på sluttnigen vid kyrka, alternativt kan det varit ett namn på prästgården.

## Befolkningsutveckling
| Befolkningsutvecklingen i Bräcke socken 1750–1990                                                        | Befolkningsutvecklingen i Bräcke socken 1750–1990 | Befolkningsutvecklingen i Bräcke socken 1750–1990 | Befolkningsutvecklingen i Bräcke socken 1750–1990 | Befolkningsutvecklingen i Bräcke socken 1750–1990 |
| --- | ------------------------------------------------- | ------------------------------------------------- | ------------------------------------------------- | ------------------------------------------------- |
| |                                                   |                                                   |                                                   |                                                   |
| År |                                                   |                                                   | Folkmängd                                         |                                                   |
| 1750 | 1750                                              |                                                   | 136                                               |                                                   |
| 1760 | 1760                                              |                                                   | 204                                               |                                                   |
| 1769 | 1769                                              |                                                   | 215                                               |                                                   |
| 1780 | 1780                                              |                                                   | 238                                               |                                                   |
| 1790 | 1790                                              |                                                   | 232                                               |                                                   |
| 1800 | 1800                                              |                                                   | 260                                               |                                                   |
| 1810 | 1810                                              |                                                   | 355                                               |                                                   |
| 1820 | 1820                                              |                                                   | 415                                               |                                                   |
| 1830 | 1830                                              |                                                   | 525                                               |                                                   |
| 1840 | 1840                                              |                                                   | 587                                               |                                                   |
| 1850 | 1850                                              |                                                   | 610                                               |                                                   |
| 1860 | 1860                                              |                                                   | 784                                               |                                                   |
| 1870 | 1870                                              |                                                   | 968                                               |                                                   |
| 1880 | 1880                                              |                                                   | 1 335                                             |                                                   |
| 1890 | 1890                                              |                                                   | 1 719                                             |                                                   |
| 1900 | 1900                                              |                                                   | 2 158                                             |                                                   |
| 1910 | 1910                                              |                                                   | 2 682                                             |                                                   |
| 1920 | 1920                                              |                                                   | 2 885                                             |                                                   |
| 1930 | 1930                                              |                                                   | 2 608                                             |                                                   |
| 1940 | 1940                                              |                                                   | 2 421                                             |                                                   |
| 1950 | 1950                                              |                                                   | 2 369                                             |                                                   |
| 1960 | 1960                                              |                                                   | 2 596                                             |                                                   |
| 1970 | 1970                                              |                                                   | 2 750                                             |                                                   |
| 1980 | 1980                                              |                                                   | 2 586                                             |                                                   |
| 1990 | 1990                                              |                                                   | 2 531                                             |                                                   |
| Anm: Källor: Umeå universitet - Tabellverket 1749-1859, Demografiska databasen, CEDAR, Umeå universitet. |                                                   |                                                   |                                                   |                                                   |